# Nemrod (comics)
Pour les articles homonymes, voir Nimrod (homonymie).
Nemrod (Nimrod) est un super-vilain robotique évoluant dans l’univers Marvel de la maison d'édition Marvel Comics. Créé par le scénariste Chris Claremont et le dessinateur John Romita Jr., le personnage de fiction apparaît pour la première fois dans le comic book Uncanny X-Men #191 en mars 1985.
Nommé d'après le personnage biblique Nimrod, Nemrod est un robot chasseur de mutants issu du futur alternatif de la Terre-811 (Days of Future Past), où les robots Sentinelles ont pour mission d'éradiquer l'espèce mutante.

## Historique de la publication
Le personnage apparaît dans The Uncanny X-Men #193-194 (mai-juin 1985), #197 (septembre 1985), #208-209 (août–septembre 1986), #246-247 (juillet–août 1989), X-Force #35 (juin 1994), Cable & Machine Man Annual #1 (Annual 1998), Mutant X #10 (juillet 1999), Weapon X: Days of Future Now #1 (septembre 2005), #4 (décembre 2005), New X-Men #22 (mars 2006), #25-31 (juin–décembre 2006), #36 (mai 2007), New Warriors #3 (octobre 2007), X-Factor #23 (novembre 2007) et X-Force #1-2 (avril–mai 2008).
Nemrod (Nimrod) a obtenu une entrée dans le Official Handbook of the Marvel Universe Deluxe Edition #9.

## Biographie du personnage
Nommé d'après le personnage biblique Nimrod, Nemrod le robot chasseur de mutants est issu du futur alternatif de la Terre-811 (Days of Future Past), où les robots Sentinelles ont pour mission d'éradiquer l'espèce mutante.
Un jour, les résistantes Katherine Pryde et Rachel Summers s'infiltrent dans l'usine de fabrication des Sentinelles et y déposent une bombe nucléaire. Lors de la détonation, Rachel Summers est aspirée dans la réalité 616 et Nemrod, premier et désormais seul du genre, la suit.
Après avoir fusionné avec le Moule Initial (en) (Master Mold) des Sentinelles, Nemrod se convainc qu’il est lui-même devenu un mutant et, pour se conformer à sa programmation originelle, s’auto-détruit. Les restes des deux robots sont envoyés au travers du Seuil du Péril, un portail inter-dimensionnel et en émergèrent sous la forme de Bastion.

## Pouvoirs et capacités
Nemrod est la forme la plus avancée des robots Sentinelles. Il peut notamment modifier son apparence afin de ressembler à celle d'un être humain ordinaire et peut également se réassembler afin d'apporter des améliorations à sa forme robotique et ses systèmes internes, pour faire de lui un adversaire plus redoutable. Même s'il est réduit en morceaux, il peut réintégrer les parties de son corps pour se reformer entièrement. Apparemment, sa conscience électronique peut en quelque sorte exister indépendamment de son corps physique, du moins temporairement.
- Nemrod est conçu avec des matériaux futuristes très résistants. Il est mentionné dans l’Official Handbook of the Marvel Universe comme possédant une force de « classe 100 » (pouvant soulever ou exercer une pression équivalente à 100 tonnes), car il s'est montré capable d'engager le Fléau en combat au corps à corps.
- Il est équipé de systèmes informatiques très avancés, ainsi que de dispositifs de balayage lui permettant de déterminer si un individu possède des super-pouvoirs ; si le résultat est positif, il peut en déterminer la nature. À l'instar des Sentinelles actuelles, il peut s'appuyer sur ses dispositifs et systèmes internes pour faire face ou neutraliser le ou les pouvoir(s) surhumain(s) d'un adversaire, une fois qu'il en a déterminé la nature.
- Il peut projeter des rafales d'énergie, utiliser l'énergie magnétique pour faire léviter la matière, créer des champs de force et peut se téléporter.
- Une de ses faiblesses réside dans sa sensibilité aux attaques élémentaires (telles que la foudre ou le froid extrême).

## Version alternative
Les « Nimrod Model Sentinels » apparaissent dans le premier volume de Ultimate Comics: X-Men. Ils font partie des nouvelles Sentinelles créées par le gouvernement américain après la « vague Ultimatum » causée par Magneto.

## Apparitions dans d'autres médias

### Séries télévisées d'animation
Nemrod est présent dans la série des années 1990 X-Men (X-Men: The Animated Series). Il apparait également brièvement dans le dernier épisode de X-Men: Evolution, lorsque Charles Xavier a une vision de l'avenir.

### Jeux vidéo
- Dans le jeu vidéo d'arcade X-Men (1992), Nemrod est le boss du niveau 4. Il revient également dans le niveau, 4e des 5 ennemis à vaincre, entre Emma Frost et Le Fléau.
- Il est présent dans Marvel: Avengers Alliance (en) (2012).